# Eli Marcus

Eli Marcus, 1905

Eli Marcus (eigentlich: Elias Marcus, * 26. Januar 1854 in Münster; † 13. September 1935 ebenda; auch bekannt unter dem Pseudonym Natzohme) war ein deutscher Schriftsteller und Schauspieler.

## Leben

Eli Marcus als Natzohme

Eli Marcus wurde am 26. Januar 1854 als ältester Sohn des aus Burgsteinfurt stammenden Gerbers Samuel Marcus (1810–1890) und seiner in Bruchhausen bei Bremen geborenen Ehefrau Betty Weingarten (1818–1893) in Münster geboren, wo der Vater seit 1842 einen Lederhandel betrieb. Daraus ging 1875 das Schuhgeschäft S. Marcus am Roggenmarkt hervor. In seiner Heimatstadt besuchte Eli die Marks-Haindorf-Stiftung. Nach Abgang von der Realschule ging er für drei Jahre zur Privatpensionsanstalt für israelitische Knaben und Jünglinge des liberalen Rabbiners Philipp Heidenheim (1814–1906) in Sondershausen. 1870 bis 1872 folgte die kaufmännische Lehre in Bochum, ehe er nach Münster zurückkehrte. 
1893 trat er dem Verein zur Abwehr des Antisemitismus bei. Marcus war engagiertes Mitglied der Zoologischen Abendgesellschaft von Hermann Landois. Er war bekannt und befreundet mit dem Bildhauer August Schmiemann, dem Musikdirektor Julius Otto Grimm sowie den Schriftstellern Augustin Wibbelt und Hermann Löns. Er fungierte als Beisitzer im Kaufmannsgericht, unterstützte die freie Künstlergemeinschaft „Schanze“ und gehörte zur Jury zur Auswahl von Kunstobjekten für die in den 1920er Jahren stattfindende Ausstellung „Das schöne Münster“. 
Als Verfasser plattdeutscher Theaterstücke wurde er im Münsterland bekannt und galt bald auch als vorzüglicher Interpret seiner Dichtungen. Zeitungsartikel aus dieser Zeit unterstreichen den enormen Bekanntheitsgrad des Mundartdichters, der seine Volksstücke des Öfteren unter dem Pseudonym Natzohme, was der Name seiner Paraderolle im Stück Mester Tüntelpott war, verfasste. Nach der Jahrhundertwende ging Marcus verstärkt zur plattdeutschen Lyrik über, ohne aber das Theater aus den Augen zu verlieren. So veröffentlichte er gemeinsam mit Landois eine Sammlung plattdeutscher Gedichte.

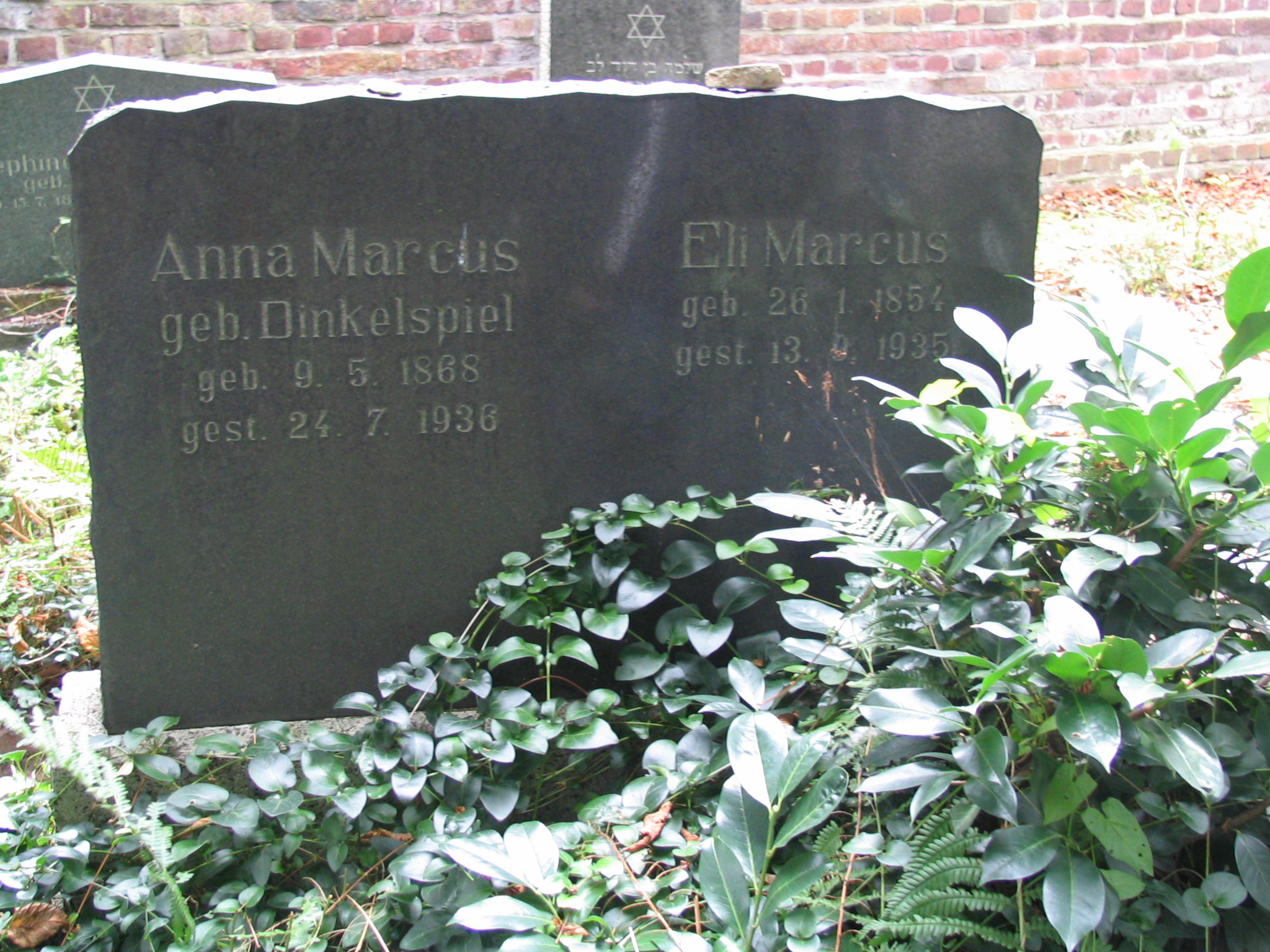
Grab von Anna und Eli Marcus auf dem jüdischen Friedhof Münster

Nachdem sein Sohn Ernst (Unteroffizier, Träger des Eisernen Kreuzes I. Klasse und der Friedrich August-Medaille in Silber) am 25. Juli 1917 im Ersten Weltkrieg gefallen war, gab Eli Marcus die Schuhhandlung auf und wandte sich dem Antiquitätengeschäft (An- und Verkauf wertvoller Altertümer und neuer Kunst) zu. Durch die Novemberrevolution 1918 in seinen Idealen erschüttert, zog sich Eli Marcus, der als deutscher Patriot und überzeugter Preuße den Wandel der Zeit mit Sorge betrachtete, immer mehr aus der Öffentlichkeit zurück. Die Inflation vernichtete zudem einen Großteil seines Vermögens.
Sein letzter Auftritt in der Öffentlichkeit fand im Alter von 79 Jahren in Form eines Rundfunkinterviews statt. Seines 80. Geburtstages gedachte die Stadt Münster schon nicht mehr. Während der Zeit des Nationalsozialismus wurden die Stücke Eli Marcus’ nicht aufgeführt und gerieten so zunehmend in Vergessenheit. 1966 benannte die Stadt Münster den Eli-Marcus-Weg in Kinderhaus nach ihm. 
Er starb am 13. September 1935 in Münster und wurde auf dem jüdischen Friedhof bestattet.

## Zitat über Eli Marcus
Er ist verliebt in seine türme- und giebelreiche Heimatstadt und in das bäuerliche Münsterland mit seinen Wallhecken und seinen endlos hingebreiteten Äckern und Wiesen. – Käthe Marcus, Tochter des Mundartdichters, anlässlich seines 80. Geburtstages.

## Werk
Plattdeutsche Theaterstücke und Erzählungen
- Die Pfahlbauern oder Der Kampf ums Dasein. Plattdeutsches Fastnachtsspiel. Münster 1881.
- Eine Stunde im Polizeigefängniß oder Das fidele Höffken. Plattdeutsches Fastnachtsspiel. Münster 1883.
- Jan van Leyden, König der Wiedertäufer oder Libbetken Klutenkemper’s Brautfahrt oder Der münstersche Bettelstudent. Plattdeutsches Fastnachtsspiel. 1., 2. Aufl. Osnabrück 1884. 84S.; 3. Aufl. Bielefeld 1889.
- Jérôme Napoleon, König von Westfalen oder Morgen wird es wieder lustik. Plattdeutsches Fastnachtsspiel. Münster 1885.
- King Bell oder die Münsteraner in Afrika. Plattdeutsches Fastnachtsspiel. Münster 1886.
- General Kaulbarsch oder Et wärd gothisk! Plattdeutsches Fastnachtsspiel. Münster 1887.
- Madame Limousin oder Wi häbt et jä! Große carnevalistische Burlangerie. Münster 1888. IV, 50 S.
- Schulte Graute Schlemm oder Sklaverei und Liebe oder Wu krieg wi’t up? Große romantische Posse. Münster 1889. XII, 61 S.
- Mingelmängel oder Die lustigen Weiber von Münster oder Laot suusen! Plattdeutsches Fastnachtsspiel. Münster 1890.
- Fräulein Minna Oder die Hexenkuhle in den Baumbergen Oder Män nich hassebassen! Plattdeutsches Fastnachtsspiel. Münster 1891.
- Graf Tucks oder Cavalleria lusticana oder Spiel dich nich up! Große karnevalistische Ritter- und Räuber-Posse mit Gesang und Tanz in vier Akten. Mitsdörffer, Münster 1892. 53 S.
- Der große Prophet Jan van Leyden oder Siske! oder Holland in Nauth! Plattdt. Fastnachtsspiel. Münster 1893, Neuauflage.
- Plumps Anton! oder Französke Russen und latiniske Buuren. Plattdt. Fastnachtsspiel. Münster 1894.
- Mester Tüntelpott oder De aolle Wallhiege oder Dat wull! Große karnevalistische Posse mit Gesang und Tanz. 2. Auflage. Abendgesells. des Zoolog. Gartens, Münster 1895. 30 S.
- Söffken van Gievenbeck oder Ruhig Franz! oder He treckt up de Lieftucht. Plattdt. Fastnachtsspiel. Der Westfale, Münster 1896. 70 S.
- Hoppmarjännken oder Schichten un Deehlen oder Nu män sinnig an! Plattdt. Fastnachtsspiel. Mitsdörffer, Münster 1897. 32 S.
- Kirro de Buck oder De Huoltwüörmer in China oder Daovon aff! Plattdt. Fastnachtsspiel. Mitsdörffer, Münster 1898.
- Ohm Paul oder De verharmloste Zwangsinnung oder Dat is’n Appel. Plattdt. Fastnachtsspiel. Münster 1900.
- De graute Kumeet off Weg met’n Dreck! Begiäbenheit in eenen Akt. Nao een aoll Döhnken torecht klamüsert. Plattdt. Fastnachtsspiel. Seiling, Münster 1901. 14 S.
- Hiärtens-Fennand off Buernsohn un Küötterjunge. Plattdt. Fastnachtsspiel. Fredebeul Koenen, Essen 1902. 21 S.
- Lünnings Lena off: Mien Een un Alles. Truerige Hiärtensgeschichte tom Dautlachen. Plattdt. Fastnachtsspiel. Fredebeul Koenen, Essen 1902. 24 S.
- Jans Krax off Dat aolle Schamiesken! Verwesselung in eenen Akt nao een aolt Stücksken torecht stuckedeert. Plattdt. Fastnachtsspiel. Münster 1903.
- Düörgemös. Plattdütske Riemsels, Vertällsels un Döhnkes. Fredebeul Koenen, Essen 1903. 77 S.
- Up Bruutschau off Thresken un Blässken! Kohmädchenspiel in eenen Akt. Plattdt. Fastnachtsspiel. Münster 1903.
- Usse Dölfken oder Latienske Buern oder Was kräucht da in dem Busch herum? Plattdt. Fastnachtsspiel. Münster 1905.
- He hät sienen Dag off Schnieder un Mürken. Posse in eenen Akte. Münster 1909. 19 S.
- Aolle Döhnkes un niee Vertällsels. Aschendorff, Münster 1910. 120 S.
- De Suohn. Liäbensspiel in eenen Uptoch. Plattdt. Fastnachtsspiel. Greve, Münster 1920. 18 S.
- De guede Maondag. Volksstück mit Gesang und Tanz. Plattdt. Fastnachtsspiel. Münster 1921. 56 S.
- Graute Schlemm. Gesangsposse. Plattdt. Fastnachtsspiel. Münster 1922. 62 S.
- Piäpper-Potthast. Vertällsels in Mönstersk Platt. Münster 1924. 103 S.

Plattdeutsche Lyrik
- Schnippsel vom Wege des Lebens. Gereimtes und Ungereimtes in Hoch und Platt. Fredebeul Koenen, Essen 1902. XII, 165 S.
- Sunnenblomen. Dichtungen in der Mundart des Münsterlandes. Greve, Münster 1913. 133 S.

Sonstige Veröffentlichung
- Professor Landois. Lebensbild eines westfälischen Gelehrten-Originals. Lenz, Leipzig 1907. 123 S.